# マーロン・デ・ソウザ・ロペス
マーロン・デ・ソウザ・ロペス（Marlon de Souza Lopes、1976年9月5日 - ）は、ブラジル・ パラナ州クリチバ出身のサッカー選手。ポジションはフォワード。

## 来歴
ヘディングを得意とする長身ストライカー。2002年シーズン途中から終了まで、ジョインヴィレECからの期限付き移籍でJ2川崎フロンターレに在籍していた。

## 所属クラブ
- 1998年  RRCトゥルネー（フランス語版）
- 1998年 - 1999年  パラナ・クルーベ
- 1999年  リオ・ブランコSC（ポルトガル語版）
- 2000年  AAバテウ
- 2001年  プルデントポリスSC（ポルトガル語版）
- 2001年 - 2002年  ジョインヴィレEC
  - 2002年7月 - 12月  川崎フロンターレ (期限付き移籍)
- 2003年  ジョインヴィレEC
- 2004年  フィゲイレンセFC
- 2005年  ディヤルバキルスポル（トルコ語版）
  - 2005年9月 - 12月  ECジュベントゥージ (期限付き移籍)
- 2006年  ウニオン・サンジョアンEC
- 2006年  アソシアソン・ポルトゥゲーザ・ジ・デスポルトス
- 2007年  AAポルトゥゲーザ (サンパウロ州)
- 2007年 - 2008年  ソシオ・アギラFC（スペイン語版）

## 個人成績
| 国内大会個人成績 | 国内大会個人成績 | 国内大会個人成績 | 国内大会個人成績 | 国内大会個人成績 | 国内大会個人成績 | 国内大会個人成績 | 国内大会個人成績 | 国内大会個人成績 | 国内大会個人成績 | 国内大会個人成績 | 国内大会個人成績 |
| 年度             | クラブ           | 背番号           | リーグ           | リーグ戦         | リーグ戦         | リーグ杯         | リーグ杯         | オープン杯       | オープン杯       | 期間通算         | 期間通算         |
| 年度             | クラブ           | 背番号           | リーグ           | 出場             | 得点             | 出場             | 得点             | 出場             | 得点             | 出場             | 得点             |
| 日本             | 日本             | 日本             | 日本             | リーグ戦         | リーグ戦         | リーグ杯         | リーグ杯         | 天皇杯           | 天皇杯           | 期間通算         | 期間通算         |
| ---------------- | ---------------- | ---------------- | ---------------- | ---------------- | ---------------- | ---------------- | ---------------- | ---------------- | ---------------- | ---------------- | ---------------- |
| 2002             | 川崎             | 33               | J2               | 23               | 12               | -                | -                | 0                | 0                | 23               | 12               |
| 通算             | 日本             | 日本             | J2               | 23               | 12               | -                | -                | 0                | 0                | 23               | 12               |
| 総通算           | 総通算           | 総通算           | 総通算           | 23               | 12               | 0                | 0                | 0                | 0                | 23               | 12               |